# Ali Latifi
Ali Latifi (perzsául: علی لطیفی; Ardabíl, 1976. február 20. –) iráni labdarúgócsatár.